# Šo!Mazgoon
Šo!Mazgoon, hrvatski glazbeni sastav. Izvodio hrvatske tradicijske etno skladbe s južnih hrvatskih otoka u raznim obradama: rock, reggae, folk, pop, world & country, alternativnim i drugim. Članovi su bili Boris Leiner, Mladen Juričić, Stanko Kovačić i Žan Jakopač.
Dosta je pjesama na čakavskom narječju, zbog čega se Žana Jakopača i družinu smatra začetnicima otočkog vala. Jakopač je o "otočkom valu" rekao - Ja sam se imao potrebu izraziti, a izražavao sam se na dijalektu koji se govori u Postirama na otoku Braču. Volim dijalekte, to je ono što krasi našu kulturu, nešto zaista vrijedno. U svakom slučaju, dijalekt jest sastavni dio otočkog vala, a što se tiče glazbe... Pa uvijek je s otoka dolazila dobra glazba; s Jamajke, Kube, Irske, Britanije… Zašto onda ne bi i s Brača?
Uz četiri vlastita studijska albuma, jedne singlice i jedne kompilacije, pojavljuju se na šesnaest mješovitih kompilacija i na jednom miks-albumu (AQ Club Hits 2002 ).Kompilacijski album iz 2007. na kojem se pojavljuju uz Gego & Picigin band i Kopito 15 Slanih - The Best of Otočki val 1999-2007, dobio je mjesto recenzije na glazbenim stranicama Allmusic.
Godine 2001. sudjelovali su na hrvatskom glazbenom festivalu Melodije hrvatskog Jadrana u Splitu pjesmom Na Palagruzu. Dobili su nagradu za najbolji nastup.
Surađivali su s hrvatskim glazbenicima među kojima su: Oliver Dragojević, ženska klapa Dišpet i Nikša Bratoš.
2004. godine dobili su skupnu Nagradu grada Visa Zlatnu plaketu - Grb Grada za promicanje kroz pjesme i glazbeni izričaj srednjodalmatinskih otoka, te za sudjelovanje u zahtjevnom projektu " Otoče volim te."
Album Best of Šo!Mazgoon bio je 2007. nominiran za Porina u kategoriji najboljeg kompilacijskog albuma.
Sastav se raspao, a od dijela članova nastao je novi sastav Žan i Mazguni.

## Diskografija
- Šo!Mazgoon, album, Aquarius Records, 1999.
- Umri'ću od bonace, album, Aquarius Records, 2001.
- Velegradele, album, Aquarius Records, 2003.
- Ganja, maxi, promo singlica, Aquarius Records, 2003.
- No Name No Fame Vs. Šo!Mazgoon, album, Aquarius Records, 2005.
- Otoče, volim te - Best Of , kompilacijski album, 2006.

## Vanjske poveznice
- Facebook Šo!Mazgoon
- Discogs Šo!Mazgoon
- Diskografija.com Šo!Mazgoon
- Allmusic Šo! Mazgoon
- Allmusic Album 15 Slanih - The Best of Otočki val 1999-2007